# Adolfovice
Adolfovice (německy Adelsdorf) jsou vesnice, část obce Bělá pod Pradědem v okrese Jeseník. Ve starých kronikách se dříve též užíval latinský název Adolcovici. Rozkládají se v údolí řeky Bělé, na severu navazují na Bukovice u Jeseníka a na jihu na Domašov.

## Historie

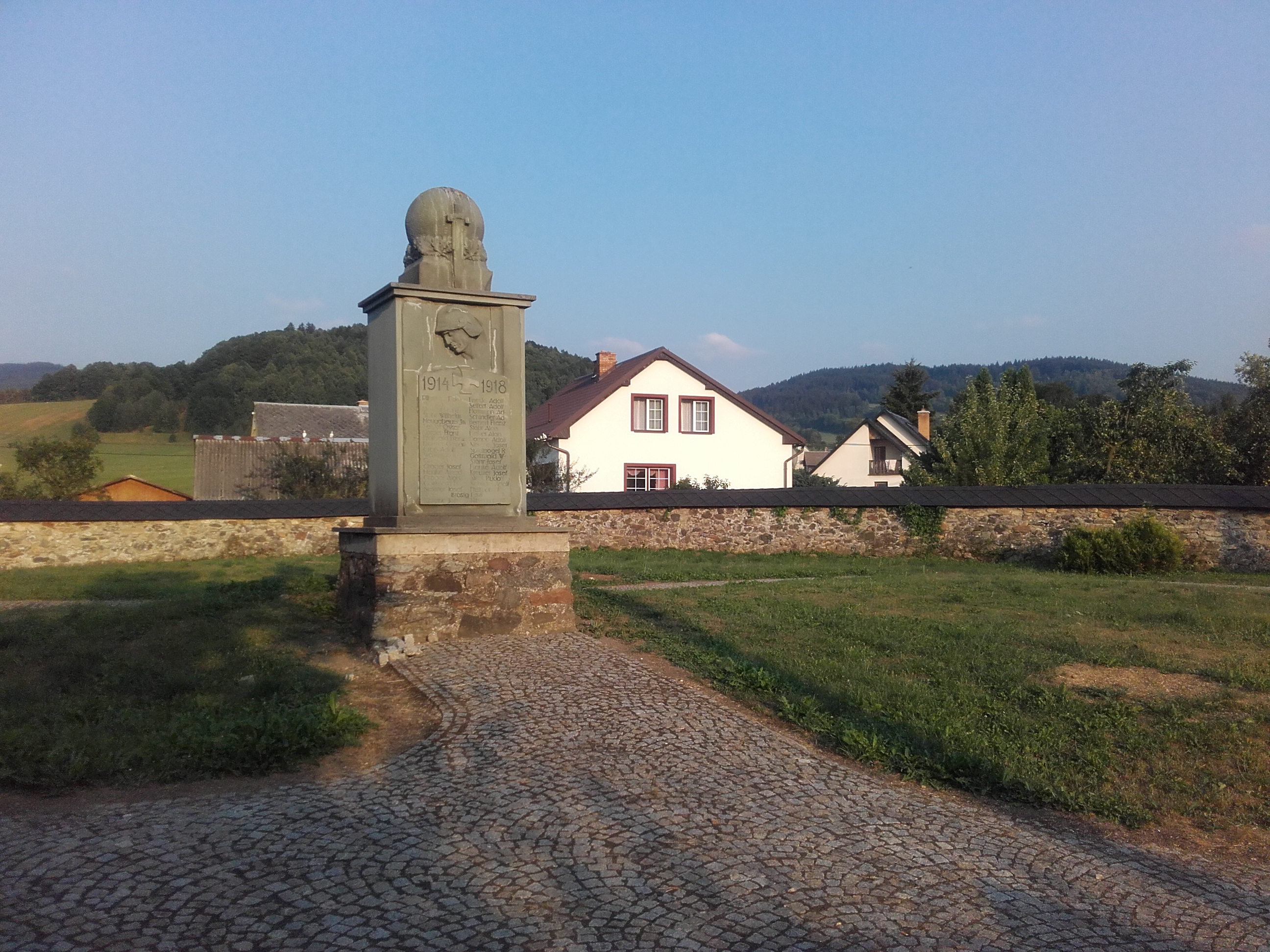
Pomník obětem 1. sv. války v Adolfovicích

Adolfovice jsou poprvé zmiňovány roku 1284 jako součást majetku vratislavských biskupů patřícího k obvodu hradu Otmuchov. Vznikly jako lánová ves vrcholně středověkou kolonizací a jejich jméno (1284 Adolcovici, 1305 Adolphi villa, 1417 Adilphsdorf) pochází pravděpodobně ze jména lokátora. Patrně na počátku 14. století získali vesnici příslušníci loupeživého rodu Haugwitzů, kteří v místě vybudovali tvrz. Název tvrz, která zanikla patrně ve 2. čtvrtině 15. století se nedochoval,  novodobé názvy jsou Schlossberg (1806, Kneifel) a   Adelsburg (1894, A. Peter). Písemně jsou Adolfovice v majetku rodu doloženy k roku 1370, kdy je rytíř Albrecht Haugwitz prodal svému bratru Merhotovi; v držení nejmenovaných biskupských leníků se připomínají i roku 1420. V Adolfovicích se již roku 1305 připomíná zákupní fojtství a farní kostel, který pravděpodobně v 15. století zanikl. V roce 1666 po něm ještě byly patrny zbytky  a malá věžička, ve které byl zvon, který daroval farář Michel Oppitz z Freiwaldau (1647-52).
Roku 1506 se ves nachází opět v majetku biskupa, který toho roku celé frývaldovské panství zastavil augšpurským podnikatelům Fuggerům, ale již roku 1547 byla včleněna zpět do biskupských statků. I v Adolfovicích, jako v celém širším okolí Jeseníku, se od středověku do třicetileté války těžila a nahrubo zpracovávala železná ruda. Obce se významně dotkly čarodějnické procesy 17. století, zejména za jejich vyvrcholení roku 1651, kdy přišlo o život 14 zdejších obyvatel; upáleny byly i roční a osmiletá dívka.
Koncem 18. století začala vrchnost rozprodávat půdu zájemcům. Nový kostel, farnost a škola byly zřízeny roku 1730 sice v Domašově, avšak těsně na hranicích Adolfovic a s jejich přispěním. Od 17. do poloviny 19. století mnoho obyvatel též domácky zpracovávalo lněnou přízi a pletlo punčochy.
Místní obyvatele nemohla uživit pole ani lesy, proto byly zakládány různé malé, zejména dřevozpracující závody (1881 továrna na nástroje a pily, 1916 závod na výrobu dřevité vlny). Po opětovném osídlení po roce 1945 navázala obec na tradici dřevozpracujícího průmyslu, který byl ovšem znárodněn. Místní jednotné zemědělské družstvo bylo po nezdaru prvního pokusu založeno roku 1955, roku 1962 se spojilo s družstvem v Domašově a roku 1973 bylo přičleněno k družstvu v Jeseníku.

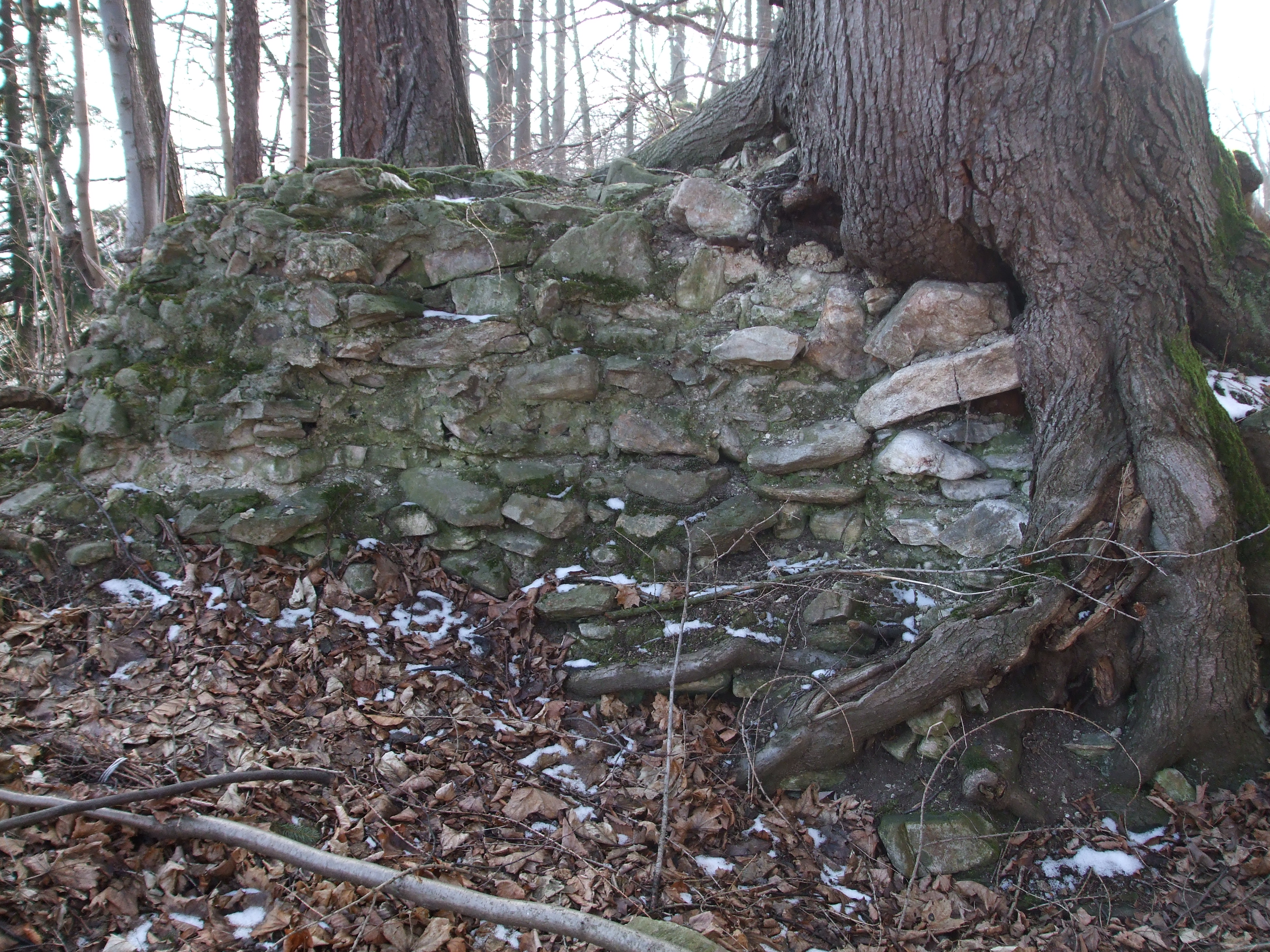
Pozůstatky tvrze v Adolfovicích

V roce 1964 byly Adolfovice spojeny se sousední obcí Domašov, čímž vznikla nová obec - Bělá pod Pradědem.

## Obyvatelstvo
Počet obyvatel Adolfovic podle sčítání nebo jiných úředních záznamů:
| Rok            | 1806 | 1836  | 1869  | 1880  | 1890  | 1900  | 1910  | 1921  | 1930  | 1939  | 1947 | 1950 | 1961 | 1970 | 1980 | 1991 | 2001 | 2011 | 2021 |
| -------------- | ---- | ----- | ----- | ----- | ----- | ----- | ----- | ----- | ----- | ----- | ---- | ---- | ---- | ---- | ---- | ---- | ---- | ---- | ---- |
| Počet obyvatel | 826  | 1 053 | 1 315 | 1 517 | 1 485 | 1 375 | 1 272 | 1 163 | 1 254 | 1 196 | 676  | 799  | 668  | 602  | 741  | 779  | 782  | 768  | 715  |
| Počet domů     | -    | -     | 162   | 185   | 170   | 185   | 183   | 185   | 204   | -     | -    | 188  | 137  | 137  | 165  | 189  | 214  | 228  | 237  |

1. ↑  z toho: 2 Čechoslováci, 1244 Němců; 1240 řím. kat., 7 evang., 3 bez vyzn.

V Adolfovicích je evidováno 253 adres : 244 čísla popisná (trvalé objekty) a 9 čísel evidenčních (dočasné či rekreační objekty). Při sčítání lidu roku 2001 zde bylo napočteno 214 domů, z toho 198 trvale obydlených.

## Zajímavosti

### Kulturní památky
- pozůstatky hrádku či tvrze z počátku 14. století ("Adelsburg")[12][13]

### Přírodní památky
- národní přírodní rezervace Šerák-Keprník; ta zahrnuje též evropsky významnou lokalitu Keprník pro rostlinná společenstva vrchovištního rašeliniště a střevlíka hrbolatého
- přírodní rezervace Sněžná kotlina (horský les a strže)
- přírodní rezervace Šumárník, botanicky významné skalky, které jsou zároveň evropsky významnou lokalitou mozolky skalní
- Jasan v Adolfovicích, památný strom
- Jedle v Adolfovicích (U Jedle), památný strom
- Dva javory v Adolfovicích, památné stromy

Na území Adolfovic zasahují i:
- Chráněná krajinná oblast Jeseníky
- Ptačí oblast Jeseníky (pro jeřábka lesního a chřástala polního)

## Fotogalerie

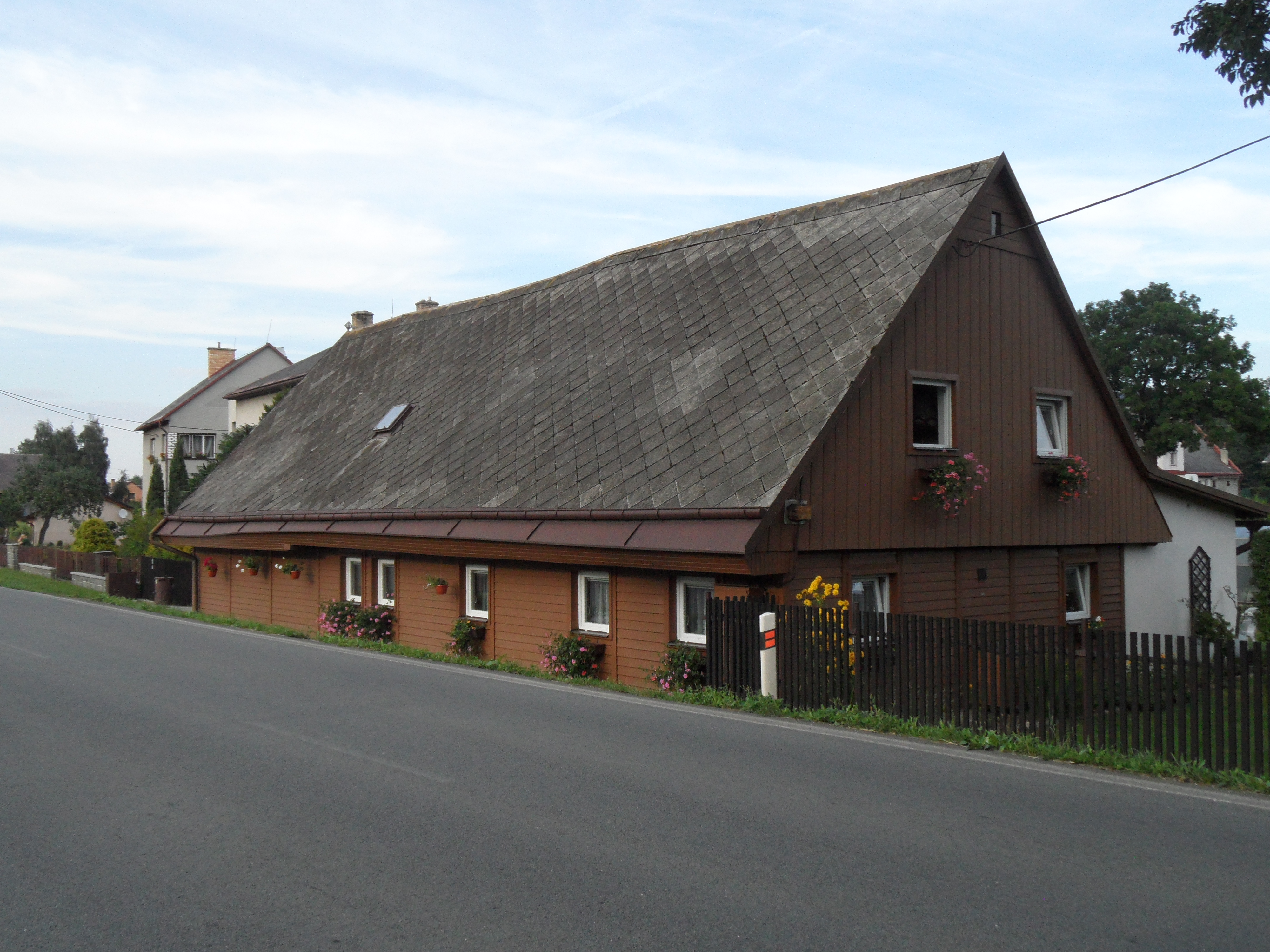
Venkovské stavení
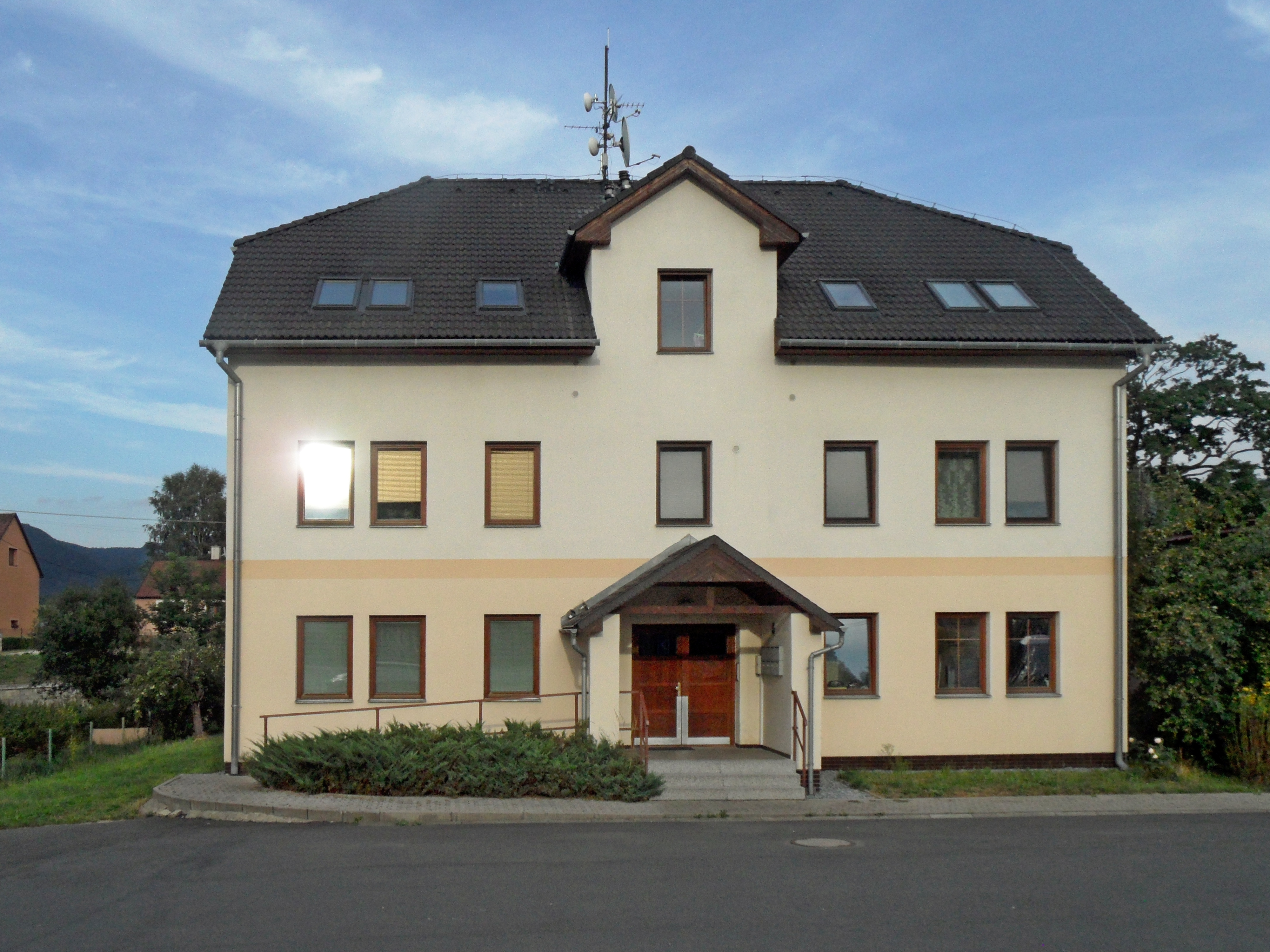
Velký dům
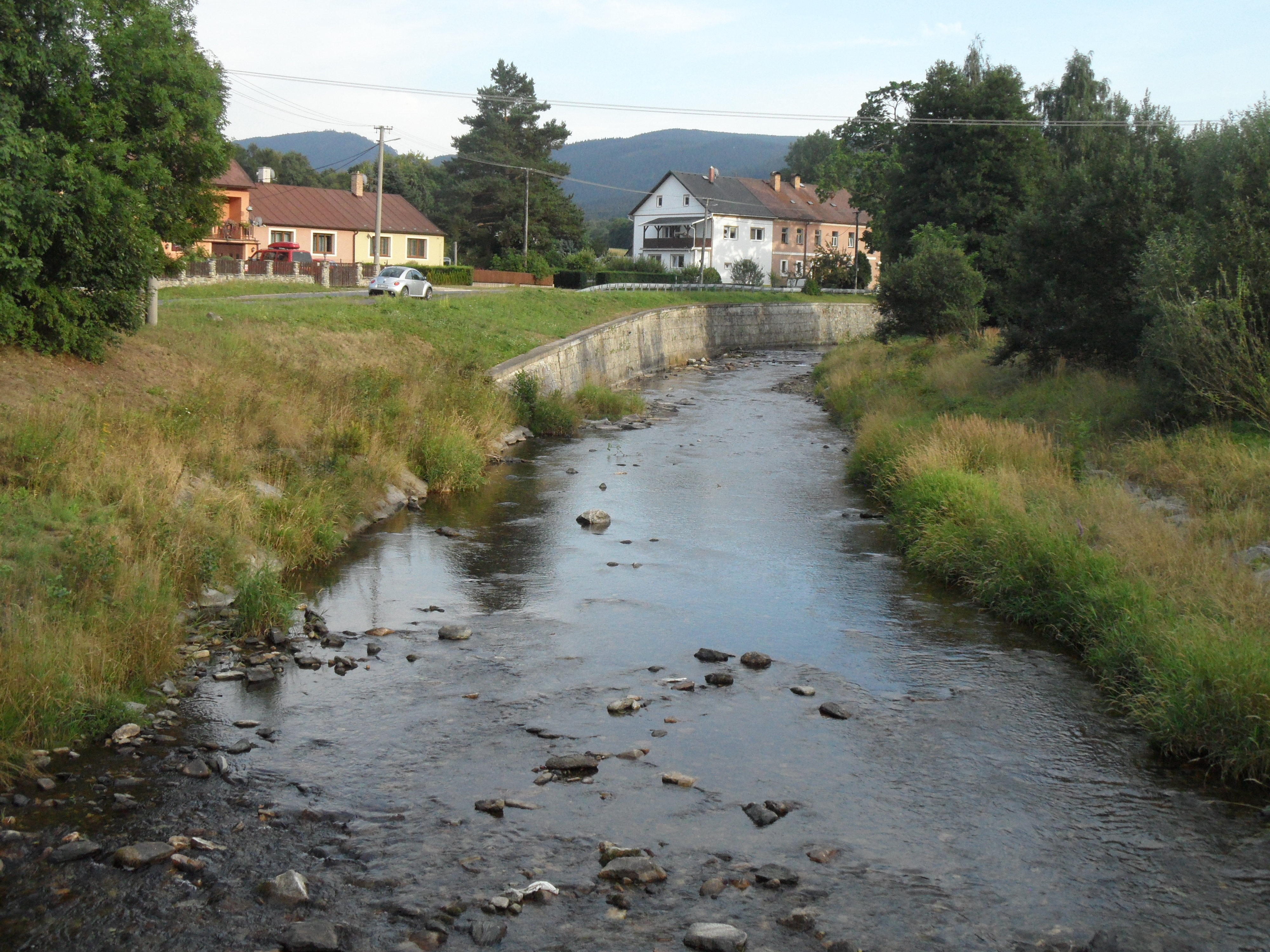
Řeka Bělá
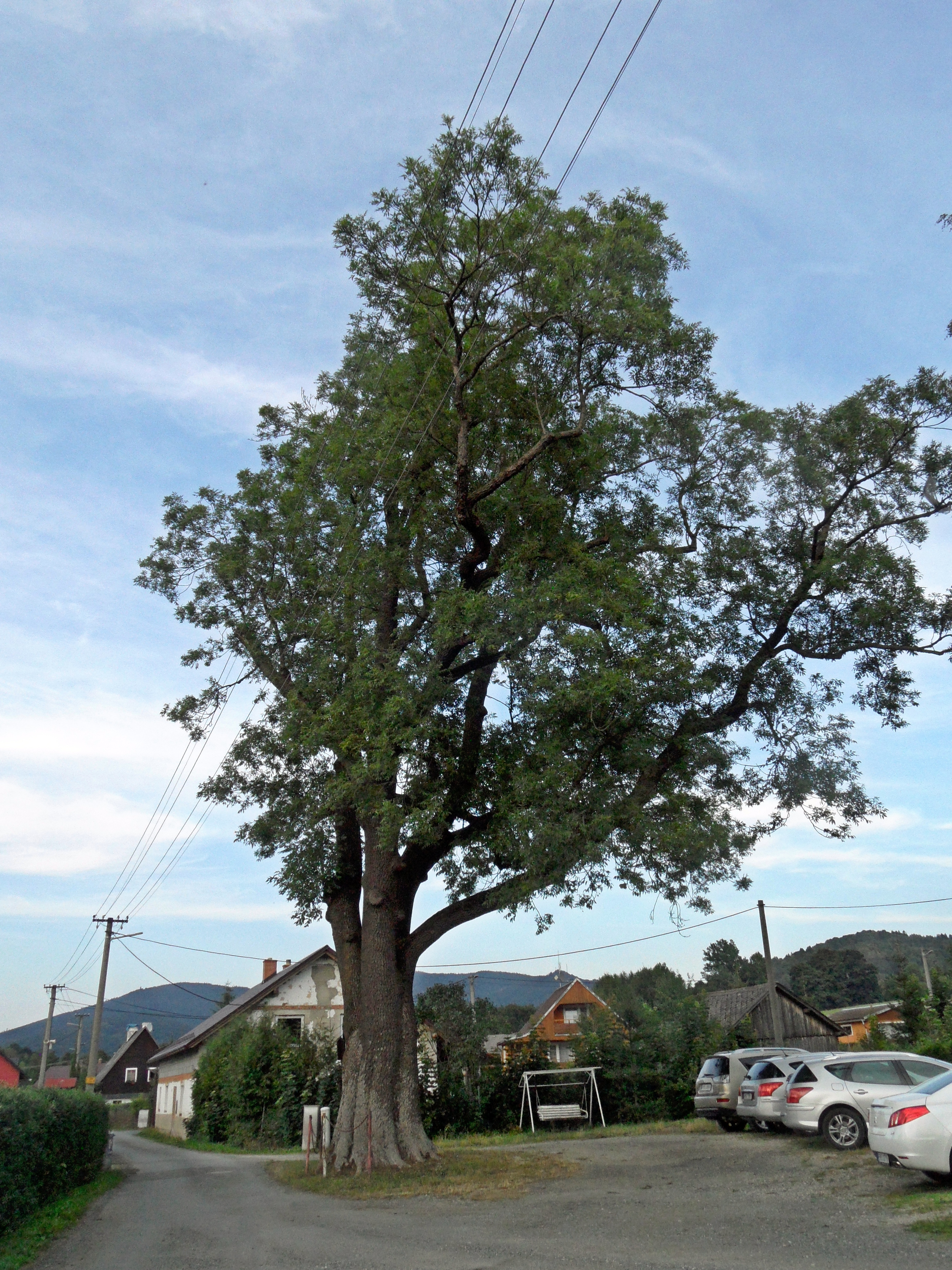
Památný strom: jasan u Šalenů
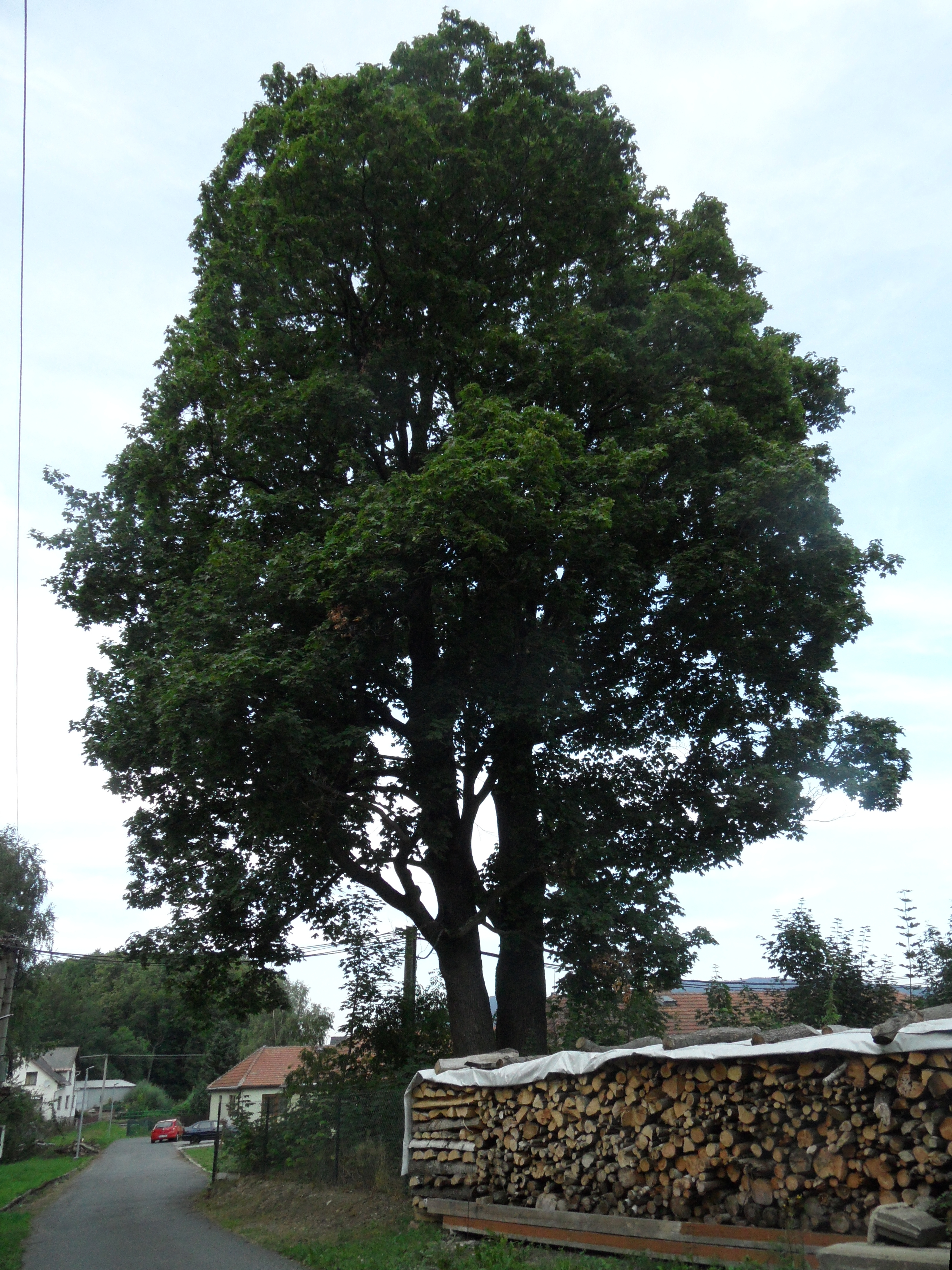
Památné stromy: javory mléč